# Acrotona sphagnorum

Acrotona sphagnorum  (лат.) — вид коротконадкрылых жуков из подсемейства Aleocharinae. Канада.

## Распространение
Встречается в провинции Нью-Брансуик (Канада).

## Описание
Мелкие коротконадкрылые жуки, длина тела около 2 мм. Основная окраска коричневая, кроме красноватых ног и двух мелких желтовато-красных отметин на надкрыльях. Этот вид был найден во влажном сфагнуме в лесистых черных еловых болотах, и в болотах и лесах из белого кедра. Взрослые были собраны собраны в апреле, мае и июне.
Вид был впервые описан в 2016 году канадскими энтомологами Яном Климашевским (Jan Klimaszewski; Laurentian Forestry Centre, Онтарио, Канада) и Реджинальдом Вебстером (Reginald P. Webster).